# IESA Óleo e Gás
IESA Óleo e Gás é uma empresa brasileira de engenharia, construção e montagem, do Grupo Inepar. Foi originada em 2005 de uma divisão de IESA Projetos, e atualmente tem sede no Rio de Janeiro, e filias em SP, RJ e RS.
A IESA teve seu nome envolvido no escândalo da Petrobras, investigado pela Operação Lava Jato.

## Petrolão
O esquema de corrupção criado pelo PT na Petrobras, que ficou conhecido como Petrolão, teve um dos diretores da IESA (Otto Garrido Sparenberg) preso pela Polícia Federal em 14 de novembro de 2014.
Otto Garrido foi preso na sétima fase da operação.

## Rompimento com a Petrobras
Na semana em que rompeu contratos com a Petrobras, o dono do grupo, Inepar, entrou com pedido de recuperação judicial, protocolado na 1º vara de falências e recuperações judiciais da comarca de São Paulo.

## Consequências da corrupção
De imediato a sede da Iesa Óleo e Gás foi fechada. Há alguns anos, a instalação da fábrica de módulos era um prenúncio de tempos de bonança e pleno emprego. Mas o resultado da corrupção foi a situação de calamidade pública decretada pela prefeitura, com a demissão de mil pessoas, dívidas superiores a R$ 350 mil no comércio local, milhões em financiamentos não quitados e doações suspeitas para campanhas políticas.